# Isogenus
Isogenus is een geslacht van steenvliegen uit de familie Perlodidae. De wetenschappelijke naam van het geslacht is voor het eerst geldig gepubliceerd in 1833 door Newman.

## Soorten
Isogenus omvat de volgende soorten:
- Isogenus nubecula Newman, 1833